# 奧夫恰里夫卡
51°24′39″N 32°15′46″E / 51.41083°N 32.26278°E
奧夫恰里夫卡（烏克蘭語：Овчарівка），是烏克蘭北部的村莊，隸屬切爾尼希夫州的科留基夫卡區。該村始建於1923年，面積0.3平方公里，海拔高度114米，2001年人口47，人口密度每平方公里243.3人。